# غيتي أباد (بياض)
غیتي أباد (بالفارسية: گیتی‌آباد) هي قرية تقع في إيران في قسم بیاض الريفي. ويقدر عدد السكان فيها حوالي 218 نسمة.